# Campionat d'Europa de Futbol sub-21 de la UEFA 2004
El Campionat d'Europa de Futbol sub-21 2004 dura dos anys (2002-2004).

La selecció d' Itàlia va guanyar per cinquena vegada.

## Classificació
Vegeu Campionat d'Europa de Futbol sub-21 de la UEFA 2004 (Classificació)

## Seleccions
Vegeu Campionat d'Europa de Futbol sub-21 de la UEFA 2004 (Seleccions) per a la llista completa de seleccions.

## Fase final
Disputada a Alemanya del 27 de maig al 8 de juny de 2004.

### Grup A
| Grup A | Grup A              | J | G | E | P | GF | GC | Pts |
| ------ | ------------------- | - | - | - | - | -- | -- | --- |
| 1      | Itàlia              | 3 | 2 | 0 | 1 | 4  | 3  | 6   |
| 2      | Sèrbia i Montenegro | 3 | 2 | 0 | 1 | 6  | 5  | 6   |
| 3      | Belarús             | 3 | 1 | 1 | 1 | 4  | 4  | 4   |
| 4      | Croàcia             | 3 | 0 | 1 | 2 | 3  | 5  | 1   |

| 27 de maig | Itàlia 1-2 Belarús              | Bochum     |
| 27 de maig | Sèrbia i Montenegro 3-2 Croàcia | Oberhausen |
| 29 de maig | Belarús 1-1 Croàcia             | Oberhausen |
| 29 de maig | Itàlia 2-1 Sèrbia i Montenegro  | Bochum     |
| 1 de juny  | Itàlia 1-0 Croàcia              | Bochum     |
| 1 de juny  | Belarús 1-2 Sèrbia i Montenegro | Oberhausen |

### Grup B
| Grup B | Grup B   | J | G | E | P | GF | GC | Pts |
| ------ | -------- | - | - | - | - | -- | -- | --- |
| 1      | Suècia   | 3 | 3 | 0 | 0 | 8  | 3  | 9   |
| 2      | Portugal | 3 | 1 | 1 | 1 | 5  | 6  | 4   |
| 3      | Alemanya | 3 | 1 | 0 | 2 | 4  | 5  | 3   |
| 4      | Suïssa   | 3 | 0 | 1 | 2 | 4  | 7  | 1   |

| 28 de maig | Alemanya 2-1 Suïssa   | Mainz    |
| 28 de maig | Suècia 3-1 Portugal   | Mannheim |
| 30 de maig | Alemanya 1-2 Suècia   | Mannheim |
| 30 de maig | Suïssa 2-2 Portugal   | Mainz    |
| 2 de juny  | Alemanya 1-2 Portugal | Mainz    |
| 2 de juny  | Suïssa 1-3 Suècia     | Mannheim |

## Eliminatòries
| Semi-finals Dissabte 5 de juny - Suècia 1 - Sèrbia i Montenegro 1 Sèrbia i Montenegro guanya 6-5 als penals Oberhausen - Itàlia 3 - Portugal 1 Bochum | Partit pel 3r lloc · Dimarts 8 de juny - Suècia 2 - Portugal 3 Oberhausen · Portugal 3r · Suècia 4t | Final · Dimarts 8 de juny - Sèrbia i Montenegro 0 - Itàlia 3 Bochum · Itàlia campió · Sèrbia i Montenegro subcampió |

## Resultat
| Guanyadors del Campionat d'Europa de Futbol sub-21 de la UEFA 2004 · Itàlia · 5è Títol |

## Classificació per als Jocs Olímpics
- Grècia (com a amfitrió), Itàlia, Sèrbia i Montenegro i Portugal classificats per als jocs olímpics.